# Laurent Bourgnon
Laurent Bourgnon (16 de abril de 1966 - 24 de junho de 2015) foi um velejador suíço. Era habilidoso em navegação offshore, vencendo ambas as corridas transatlânticas, a Route du Rhum em 1994 e 1998 e a Transat Jacques-Vabre em 1997. Fez muitas de suas corridas ao lado do irmão, Yvan Bourgnon. Nasceu em 16 de abril de 1966, em La Chaux-de-Fonds, e desapareceu após um acidente de mergulho em 24 de junho de 2015 no Atol de Toau, na Polinésia Francesa.

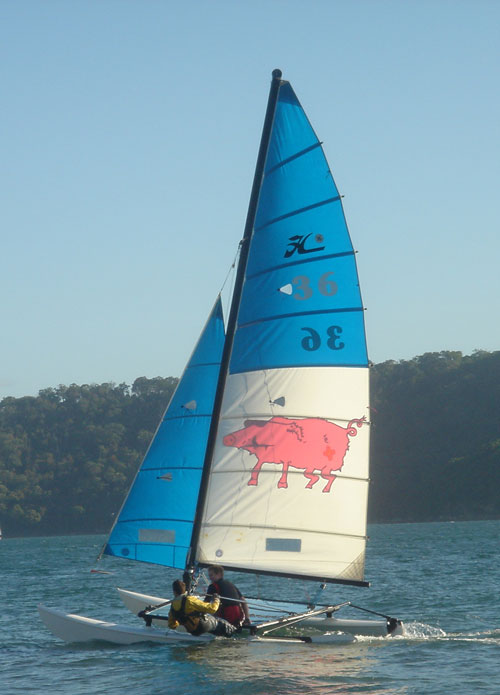
O Hobie 16 da travessia do Atlântico de Laurent Bourgnon

## Outros resultados
- segundo da Mini transat 6.50 em 1987;
- vencedor da Solitaire du Figaro na primeira tentativa, em 1988 [1];
- vencedor da La Baule-Dakar em 1991;
- vencedor da Transat Québec-Saint-Malo em 1992 [2];
- segundo da Rota do Café em 1993.

E também:
- dois terceiros lugares na Transat Jacques-Vabre de 1995 e 1999[3];
- duas vezes vencedor da Route du Rhum em 1994 e 1998

Em 1997, Laurent Bourgnon foi nomeado Cavaleiro da Legião de Honra francesa.